# Winsum
Winsum (en groninguès, Wìnzum) és un municipi de la província de Groningen, al nord dels Països Baixos. L'1 de gener del 2009 tenia 14.111 habitants repartits sobre una superfície de 102,53 km² (dels quals 1,48 km² corresponen a aigua).

## Centres de població
Abbeweer, Adorp, Aduarderzijl, Alinghuizen, Allersma, Antum, Arwerd, Baflo, Bellingeweer, Beswerd, Bolshuizen, Dingen, De Raken, De Vennen, Den Andel, Duisterwinkel, Ernstheem, Ezinge, Feerwerd, Garnwerd, Groot Wetsinge, Hammeland, Hardeweer, Harssens, Hekkum, Hiddingezijl, Klein Wetsinge, Krassum, Lutje Marne, Lutke Saaksum, Maarhuizen, Obergum, Oldenzijl, Oostum, Ranum, Rasquert, Saaxumhuizen, Sauwerd, Schapehals, Schaphalsterzijl, Schilligeham, Schifpot, Het Schoor, Suttum, Takkebos, Tijum, Tinallinge, Valkum, Wierum, Wierumerschouw, Wildeveld i Winsum.

## Administració
El consistori actual, després de les eleccions municipals de 2007, és dirigit pel conservador M.A.P. Michels. El consistori consta de 15 membres, compost per:
- Partit del Treball, (PvdA) 4 escons
- Crida Demòcrata Cristiana, (CDA) 3 escons
- GroenLinks, 2 escons
- ChristenUnie, 2 escons
- Partit Popular per la Llibertat i la Democràcia, (VVD) 2 escons
- Gemeenten Belengen, 2 escons